# Balfour (Dakota Północna)
Balfour – miasto w Stanach Zjednoczonych, w stanie Dakota Północna, w hrabstwie McHenry.